# Парламентарни избори в България (1938)
Парламентарните избори се провеждат между 6 и 27 март 1938 г. в Царство България и са за XXIV обикновено народно събрание.
Това са първите избори след Деветнадесетомайския преврат от 1934 г., след който са забранени всички политически партии. Изборите са спечелени от привърженици на безпартийното управление. Избрани са общо 160 народни представители – 93 места за безпартийните и 67 за легалната опозиция.
За първи път са дадени избирателни права на жените в България.

## Резултати
| Партия                    | Гласове   | % | Места |
| ------------------------- | --------- | - | ----- |
| Безпартийни               |           |   | 97    |
| Опозиция                  |           |   | 63    |
| Невалидни/празни бюлетини |           | – | –     |
| Общо                      | 2 261 862 |   | 160   |
| Източник: Nohlen & Stöver |           |   |       |